# HC AtomiX
HC AtomiX is een Belgische handbalvereniging die in 1974 is opgericht door leerkrachten en leerlingen van de Haachtse Don Bosco school. De club heeft een herenteam dat uitkomt in de BENE-League.

## Ploegen
- Heren 1 (1e Nationale)
- Heren 2 (Liga 1)
- Heren 3 (Liga 2)
- Dames 1 (2e nationale)
- Dames 2 (Regio Antwerpen/Vlaams-Brabant)

## Selectie 2020-2021

### Heren 1
| Naam                   | Nationaliteit | Nummer |  |
| ---------------------- | ------------- | ------ |  |
| Doelmannen             |               |        |  |
| Milan De Grave         | België        | 12     |  |
| Mattheus Belesa        | POR           | 16     |  |
| Rechter Hoekspelers    |               |        |  |
| Maurits Vandeghinste   | België        | 4      |  |
| Loic Heleven           | België        | 9      |  |
| Rechter Opbouwers      |               |        |  |
| Brian Meulders         | België        | 20     |  |
| Lennert Doms           | België        | 23     |  |
| Centrale Opbouwers     |               |        |  |
| Piotr Maslowki         | POL           | 21     |  |
| Ben Schroven           | België        | 10     |  |
| Linker Opbouwers       |               |        |  |
| Toon De Vis            | België        | 2      |  |
| Louis Delpire          | België        | 22     |  |
| Linker Hoekspelers     |               |        |  |
| Matthias Claes         | België        | 30     |  |
| Bert Bisschop          | België        | 33     |  |
| Pivots                 |               |        |  |
| Nemanja Nesovanovic    | SRB           | 18     |  |
| Igor Beckers           | België        | 6      |  |
| Gaëtan Van Haesendonck | België        | 15     |  |

## Bekende (ex-)spelers
- Iwein Delanghe